# 홈리스 (2022년 영화)
《홈리스》는 2022년 개봉한 대한민국의 드라마 가족 영화이다.

## 출연진

### 주연
- 전봉석 - 한결 역
- 박정연 - 고운 역

### 조연
- 신현서 - 우림 역
- 송광자 - 예분 역
- 장준휘 - 배달 사무소 사장 역

## 수상
- 2020년 제46회 서울독립영화제 후보 페스티벌 초이스 - 장편
- 2020년 제21회 전주국제영화제 수상 한국경쟁 - CGV 아트하우스상 (임승현)
- 2021년 제16회 파리한국영화제 후보 페이사쥬